# وزارة صناعات الراديو
وزارة صناعات الراديو (بالروسية: Министерство радиопромышленности) كانت وزارة في حكومة الاتحاد السوفيتي.
تأسست في 1954 باسم وزارة تقنيات صناعات الراديو، وتحمل اسمها الأخير منذ 1965؛ وكانت مسؤولة عن أبحاث وإنتاج أجهزة التلفاز والراديو ومسجلات الشرائط والحواسيب ومعدات الراديو وأجهزة إلكترونية أخرى. في عقد الثمانينيات أصبحت منتجًا للحواسيب السوفيتية، ومن بينها سلسلة حواسيب أجات.

## قائمة الوزراء
- فاليري كالمكوف (21 يناير 1954 - 8 أبريل 1974)
- بيتر بليشاكوف (8 أبريل 1974 - 11 سبتمبر 1987)
- فلاديمير شيمكو (14 نوفمبر 1987 - 24 أغسطس 1991)

مصادر: